# 슬라브족의 왕
슬라브족의 왕(라틴어: rex Sclavorum, Sclavorum rex)은 몇몇 슬라브족 통치자들이 칭했던 군주 칭호이며, 슬라브족을 정복한 게르만족 군주들도 이 칭호를 칭하는 경우가 있었다. 기록에서 확인되는 "슬라브족의 왕"들은 다음과 같다.
- 사모 - 출전: 프랑크 왕국 편년사
- 드로고비츠 - 출전: 메츠의 선편년사[1]
- 트르피미르 1세 - 출전: 고테스칼쿠스[2]
- 스벤토풀크 1세 - 출전: 교황 스테파노 5세[3]
- 미하일로 비셰비치 - 출전: 바리의 편년사[4]
- 미하일로 보이슬라블례비치 - 출전: 교황 그레고리오 7세[5]
- 콘스탄틴 보딘 - 출전: 오르데리쿠스 비탈리스[6]
- 스테판 드라구틴 - 출전: 교황 니콜라우스 4세8[7]
- 크누드 라바르 - 출전: 수도원장 빌헬름[8]